# 忍者 (忍者のアルバム)
『忍者』は忍者の1枚目のアルバム。

## 内容
- ビデオ付きミニアルバムとして発売されたファーストアルバム。初回限定ビデオにはお祭り忍者 (Extended Dance Mix) が収録された。
- 天誅以外の3曲は前身の少年忍者時代でも度々歌われた楽曲をリメイクしている。

## 収録曲
1. HA・TA・SHI・JO
作詞：原真弓／作曲：佐藤健／編曲：船山基紀
2. 天誅
作詞：荒木とよひさ／作曲：JULIA／編曲：新川博
3. 愁列車
作詞：加藤正則／作曲：濱田金吾／編曲：鷺巣詩郎
4. ZINGI
作詞：売野雅勇／作曲：筒美京平／編曲：船山基紀